# Brigida

Brigida

Sint-Brigida (ook Bridget van Kildare) (Iers: Naomh Bhríde) (Faughart, County Louth (Ierland), 453 – Kildare (Ierland), 1 februari 523) is de vrouwelijke patroonheilige van Ierland. Met Sint-Patrick en Sint-Columba behoort ze tot de nationale heiligen. 
Ze trok zich op jonge leeftijd terug als kluizenares en ging wonen in een hol onder een eik. Ze stichtte daar in de vijfde eeuw het klooster van Kildare (kil / cill = cel, kerk; dare / dara = eik). 
Behalve abdis was ze volgens het Bethu Brigte ook bisschop, wat lijkt te worden bevestigd doordat haar opvolgsters aan het hoofd van de abdij van Kildare tot de 12e eeuw de rang van bisschop hadden. 
Heel wat verhalen over haar, onder andere van de hand van de middeleeuwse monnik-biograaf Cogitosus die het Vita Sanctae Brigidae schreef, zijn een verchristelijking van de verhalen van de Keltische godin Brigit (of Brigantia, Brighde).
De cultus van Brigida werd in de Lage Landen geïntroduceerd door Foillan († 655). De Sint-Salvatorskathedraal van Brugge bezit een stuk van haar mantel als reliek.
Zij geldt als beschermheilige van het vee en wordt in Nederland vooral vereerd te Bavel, Brunssum, Geldrop, Noorbeek en Ommen; in Vlaanderen te Beselare, Koersel en Oostnieuwkerke en in Wallonië in Fosses-la-Ville.
Haar naamdag valt op 1 februari. Zij wordt soms verward met de Zweedse heilige Sint-Birgitta.

## Vernoemingen
Naar Brigida zijn onder andere vernoemd:
België
- De Sint-Brigidakerk te Koersel
- De Sint-Brigidakerk te Grüfflingen
- Brigidakapel in Fosses-la-Ville
- Brigidakapel in buurtschap Berlotte bij Eynatten
- Brigidakapel tussen Kettenis en Walhorn
- Brigidakapel in de Onze-Lieve-Vrouw-Kerk te Oostnieuwkerke
- Sint-Brigidaplein te Beveren aan de IJzer

Nederland
- De Sint-Brigidakerk van Geldrop
- De Maria- en Brigidakerk in Hoog-Geldrop
- De Lambertus- en Brigidakerk in Middelaar
- De Sint-Antonius van Padua en Brigidakerk in Netersel
- De Sint-Brigidakerk, de Sint-Brigidakapel, de Sint Brigida-den en de Sint-Brigidabron, allen in Noorbeek.
- Sint-Brigittakerk van Ommen
- Brigidastraat in Bavel

Canada
- St. Bride's, een dorp op het Canadese eiland Newfoundland